# Bramatherium
Il bramaterio (gen. Bramatherium) è un mammifero artiodattilo estinto, appartenente ai giraffidi. Visse nel Miocene superiore (circa 8 milioni di anni fa) e i suoi resti fossili sono stati ritrovati in Asia.

## Descrizione
Questo animale, benché imparentato con le attuali giraffe, era notevolmente diverso nell'aspetto. Il corpo era robusto e sorretto da forti zampe, e il collo era relativamente corto. Il cranio, alto e piuttosto corto, era dotato di quattro o cinque corna (a seconda della specie). Il primo paio di corna era fuso insieme alla base, a formare una sorta di robusta Y diretta verso l'alto e all'indietro. Un altro paio di corna posteriori, più piccole, sporgeva ai lati del cranio ed era anch'esso diretto all'indietro. In alcune forme sembra che vi fosse anche un quinto corno di dimensioni ridotte in posizione centrale.

## Classificazione
Bramatherium è stato descritto per la prima volta nel 1845 da Falconer, sulla base di resti fossili ritrovati sull'isola di Perim, nel golfo di Cambay in India. Questo animale è un rappresentante dei sivaterini, un gruppo di giraffidi dal corpo massiccio e dai grandi ossiconi.

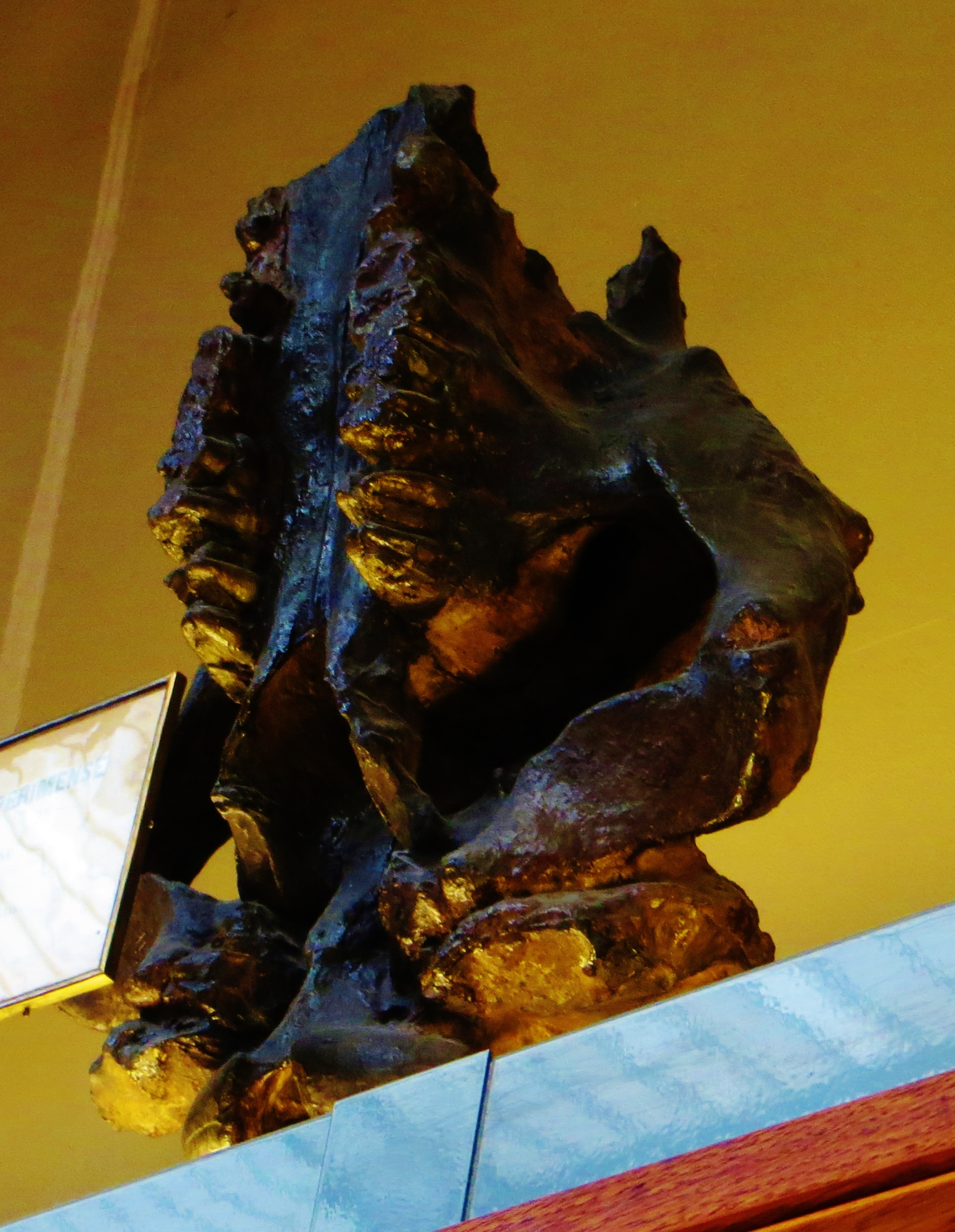
Cranio di Bramatherium perimense

La specie tipo, Bramatherium perimense, è nota anche in Pakistan. Altre specie attribuite a questo genere, sempre provenienti dal Pakistan, sono B. progressus e B. giganteus; quest'ultima, basata su un singolo molare, sembrerebbe stata un vero gigante: la statura doveva essere simile a quella di un alce attuale.
Un altro genere di giraffidi i cui fossili sono stati ritrovati nel subcontinente indiano, Hydaspitherium, è stato spesso posto in sinonimia con Bramatherium. Le specie ascritte a questo genere, quindi, sarebbero da ascrivere a Bramatherium (B. megacephalum, B. grande e B. magnum). Un'altra specie attribuita con qualche dubbio a Bramatherium è B. suchovi della Moldavia. Il genere Bramatherium è noto anche in Turchia.

## Etimologia
Il nome generico, Bramatherium, significa "bestia di Brahmā", con riferimento al dio Hindu della creazione.